# Birger Andersson
Nils Birger Lennart Andersson (Bodafors, 26 marzo 1951) è un ex tennista svedese.

## Carriera
Ha vinto un titolo ATP nel 1975 ad Algeri, nei tornei dello Slam è avanzato al terzo turno durante Wimbledon 1975 dove si è arreso al quarantenne Ken Rosewall in tre set.
In Coppa Davis ha rappresentato la Svezia dal 1975 al 1977 vincendo cinque incontri e perdendone sette, nell'edizione del 1975 ha contribuito alla conquista del primo titolo per la nazionale scandinava.

## Statistiche

### Singolare

#### Vittorie (1)
| Numero | Anno | Torneo              | Superficie  | Avversario in finale | Punteggio               |
| 1.     | 1975 | ATP Algiers, Algeri | Terra rossa | Nikola Špear         | 5–7, 2–6, 6–0, 6–1, 6–2 |